# Gabriel René Paul
Pour les articles homonymes, voir Paul (patronyme).
Gabriel René Paul (né le 22 mars 1813 à Saint-Louis, Missouri, et mort le 5 mai 1886 à Washington D.C.) est un brigadier-général de l'Union. Il est enterré dans le cimetière national d'Arlington, État de Virginie.

## Biographie

### Avant la guerre de Sécession
Gabriel René Paul est diplômé de West Point en 1834 et est breveté second lieutenant dans le 7th U.S. Infantry,. Il est promu second lieutenant le 4 décembre 1834. Entre 1839 et 1842, il participe à la guerre contre les Séminoles en Floride. Il prend notamment par surprise un camp amérindien près de la baie de Tampa.
Il est promu premier lieutenant le 26 octobre 1836, et capitaine le 19 avril 1846. Il participe à la guerre américano-mexicaine, est blessé à la bataille de Cerro Gordo et il est breveté commandant le 13 septembre 1847 pour bravoure et service méritant lors de la bataille de Chapultepec, au cours de laquelle il a dirigé un assaut qui a permis la capture d'un drapeau ennemi,.
En 1852, lors d'une expédition sur le Rio Grande au Texas, il participe à la capture d'une bande de desperados. Le 2 octobre 1858, à Spanish Fork dans l'Utah, il s'empare d'un camp d'indiens hostiles. Il commande le fort Fillmore au Nouveau-Mexique ainsi que le fort Union.

### Guerre de Sécession
Gabriel René Paul est promu commandant dans le 8th Infantry le 22 avril 1861. Il est alors inspecteur-général du département du Nouveau-Mexique jusqu'en décembre 1861, puis commande le district militaire du Sud. Il est nommé colonel dans le 4th New Mexico le 9 décembre 1861. Il participe à la bataille de Peralta. Il est promu lieutenant-colonel dans l'armée régulière le 25 avril 1862 dans le 8th Infantry. Il quitte momentanément le service actif des volontaires le 31 mai 1862.
Son épouse défend sa cause pour qu'il soit nommé brigadier-général : dans les notes d'Abraham Lincoln, à la date du 12 août 1862, on peut lire « Aujourd’hui, madame Paul a fait une requête et m'a exhorté pour la nomination de son mari en tant que brigadier-général. C'est une femme impertinente et qui me poursuivra jusqu'à ce que je le nomme,. » Il est nommé brigadier-général des volontaires le 5 septembre 1862, sa nomination expirant le 4 mars 1863.
Il commande une brigade de l'État de New York dans le I corps quand le précédent commandant de la brigade, Marsena Patrick, est nommé commandant de la prévôté de l'armée. Néanmoins, il ne participe pas à la bataille de Fredericksburg en raison de sa présence à Washington. Il est de nouveau nommé brigadier-général des volontaires le 18 avril 1863. Il participe, sans véritable action, à la bataille de Chancellorsville où les régiments qu'il commande font l'objet de tirs fratricides. Lors de la bataille de Gettysburg, il commande la 1st brigade de la 2nd division, commandée par le général John Cleveland Robinson, du I corps du major général John Fulton Reynolds. Il repousse les assauts confédérés du général Ambrose Powell Hill lors de la défense désespérée à Seminary Ridge. Il est alors blessé par une balle qui atteint la tempe droite et ressort par l'œil gauche, le rendant aveugle. Son sens de l'odorat et celui de l'ouïe sont eux aussi gravement atteints. Il ne recouvrera jamais la santé et sera déchargé de son commandement.
Il est promu colonel dans l'armée régulière le 13 septembre 1864 dans le 14th Infantry. Il part en retraite le 16 février 1865. Il est breveté brigadier-général le 23 février 1865 pour bravoure et service méritant lors de la bataille de Gettysburg.

### Après la guerre
Le 28 juillet 1866, Gabriel René Paul a droit à une retraite de brigadier-général. Il quitte le service actif des volontaires le 1er septembre 1866. Par résolution exceptionnelle du Congrès, Gabriel René Paul perçoit une pension entière de brigadier-général.